# Präriejäger in Mexiko
Präriejäger in Mexiko ist ein zweiteiliger Fernsehfilm des Fernsehens der DDR aus dem Jahr 1988, hergestellt im DEFA-Studio für Spielfilme, nach Romanmotiven von Karl May. Für die Verfilmung wurden Motive aus den Romanen Benito Juarez und Trapper Geierschnabel des Romanzyklus Das Waldröschen verwendet. In Teilen ist die Handlung identisch mit dem westdeutschen Karl-May-Kinofilm „Die Pyramide des Sonnengottes“ (1965). Der erste Teil, „Benito Juarez“, wurde am 25. Dezember 1988 und der zweite Teil, „Geierschnabel“, am 28. Dezember 1988 im 1. Programm des DDR-Fernsehen ausgestrahlt.

## Handlung
Im Mexiko des Jahres 1865 herrscht der vom französischen Kaiser Napoléon III. als Kaiser eingesetzte österreichische Erzherzog Maximilian gegen den Willen des Volkes, das Benito Juárez zu seinem Präsidenten gewählt hat.
Auf seiner Seite kämpfen der Schwarze Gerard, der Häuptling der Mixtecas-Indianer, Bärenauge, und der berühmte Trapper Geierschnabel gegen die Franzosen. Sie können verhindern, dass ein Waffentransport an den Banditen Pablo Cortejo fällt, der zusammen mit seiner Tochter Josefa die Macht von Präsident Juarez an sich reißen will.
In der kleinen Kneipe des Wirtes Pirnero, der ständig Ausschau hält nach Heiratskandidaten für seine Tochter Residella, hat auch der kleine André sein Hauptquartier, der ebenfalls mit Juarez sympathisiert. Von ihm erhält André den Auftrag, die Spionin Emilia zu kontaktieren, nachdem der Schwarze Gerard beinahe in die Hände der Franzosen geraten ist.
Als der Bandit Cortejo die Hacienda del Eriña überfällt, kann Gerard zu Hilfe eilen. Auf der Flucht fällt Cortejo den Mixtecas-Indianern in die Hände, wird aber von seinem Kumpanen Porter gerettet. Auch ein Überfall der beiden auf die Kneipe von Pirnero geht schief. Erneut ist der Schwarze Gerard rechtzeitig zur Stelle. Auf Cortejos Kopf wird ein Steckbrief ausgestellt. Als der diesen sieht, bricht eine Welt für ihn zusammen, und er begeht Selbstmord. Nachdem Präsident Juarez die Franzosen vertrieben hat, schließt zum „Happy End“ der Schwarze Gerard auch Pirneros Tochter Residella in die Arme.

## Kritik
Die Geschichte passte ideologisch in das Konzept des „Befreiungskampfes des unterdrückten Volkes gegen imperialistische Mächte“. Allerdings konnte nur die Filmmusik von Karl-Ernst Sasse überzeugen. Nach schlechten Kritiken nahm die DEFA Abstand von weiteren Karl-May-Verfilmungen.